# Punta Defrancisco
Punta Defrancisco  är en udde i Antarktis. Den ligger på Hoseason Island i Sydshetlandsöarna. Argentina, Chile och Storbritannien gör anspråk på området.
Terrängen inåt land är huvudsakligen kuperad, men den allra närmaste omgivningen är platt. Havet är nära Punta Defrancisco  åt sydväst. Trakten är obefolkad. Det finns inga samhällen i närheten.